# دیدولودندانان
دیدولودندانان (به لاتین: Didolodontidae)
یک خانواده احتمالاً پیراتبار از پستانداران «لقمه‌ای‌بندان» است که از دوره پالئوسن تا پایان ائوسن در آمریکای جنوبی شناخته شده‌است.